# Guillermo Lovell
Guillermo Lovell, född 14 januari 1918 i Dock Sud, död 25 oktober 1967, var en argentinsk boxare.
Lovell blev olympisk silvermedaljör i tungvikt i boxning vid sommarspelen 1936 i Berlin.